# Adelheid van Namen

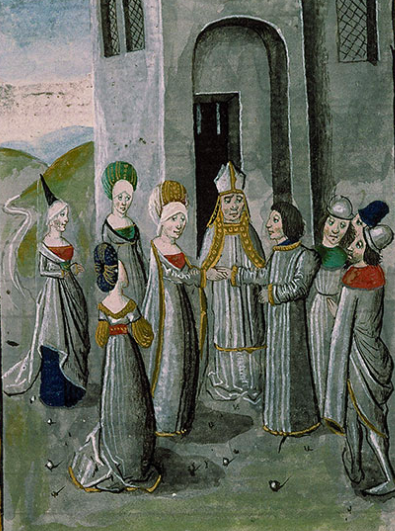
Huwelijk van Adelheid met Boudewijn IV van Henegouwen

Adelheid van Namen (Frans: Alix de Namur) (1112/15 — Valencijn, eind juli 1169) was een dochter van graaf Godfried I van Namen en diens tweede vrouw, Ermesinde van Luxemburg, dochter van Koenraad I van Luxemburg.
Haar vader huwelijkte haar rond 1130 uit aan graaf Boudewijn IV van Henegouwen. Giselbert van Bergen omschreef haar als "elegant van lichaam en mooi van gezicht". Haar zoon Boudewijn de Moedige erfde het graafschap Namen, toen haar broer Hendrik de Blinde in 1196 kinderloos stierf.
Haar kinderen bij Boudewijn IV van Henegouwen waren:
- Yolande (1131/1135 - na 1202), echtgenote van graaf Yvo II van Soissons en graaf Hugo IV van Saint-Pol[4]
- Boudewijn (1134 - 1147/50)[5]
- Agnes (1140/45 - 1174 of later), echtgenote van Rudolf I van Coucy[4]
- Godfried, graaf van Oostrevant (1147–1163), eerste echtgenoot van gravin Eleonora van Vermandois[5]
- Lauret(t)a (- 1181), echtgenote van heer Dirk van Aalst en heer Bouchard IV van Montmorency[4]
- Boudewijn (1150-1195), als Boudewijn V graaf van Henegouwen (1171-1195), als Boudewijn I markgraaf van Namen (1188-1195) en als Boudewijn VIII graaf-gemaal van Vlaanderen (1191-1194) als echtgenoot van Margaretha I van Vlaanderen[5]
- Hendrik (- na 1207), heer van Sebourg[5]
- Bert(h)a[6]

Adelheid werd begraven in de Sint-Waltrudiskerk en haar sarcofaag is als enige bewaard gebleven, inclusief het in Latijn opgestelde grafschrift.

## Voorouders
| Voorouders van Adelheid van Namen | Voorouders van Adelheid van Namen                                         | Voorouders van Adelheid van Namen                                         | Voorouders van Adelheid van Namen                                            | Voorouders van Adelheid van Namen                                            | Voorouders van Adelheid van Namen                                            | Voorouders van Adelheid van Namen                                            | Voorouders van Adelheid van Namen                                       | Voorouders van Adelheid van Namen                                       |
| --------------------------------- | ------------------------------------------------------------------------- | ------------------------------------------------------------------------- | ---------------------------------------------------------------------------- | ---------------------------------------------------------------------------- | ---------------------------------------------------------------------------- | ---------------------------------------------------------------------------- | ----------------------------------------------------------------------- | ----------------------------------------------------------------------- |
| Overgrootouders                   | Giselbert van Luxemburg (1007-1059) ∞ ? (-)                               | Giselbert van Luxemburg (1007-1059) ∞ ? (-)                               | Willem VII van Aquitanië (1023-1058) ∞ Ermesinde van Lotharingen (1025-1058) | Willem VII van Aquitanië (1023-1058) ∞ Ermesinde van Lotharingen (1025-1058) | Albert II van Namen (1000-1064) ∞ 1035 Regelindis van Lotharingen (994-1064) | Albert II van Namen (1000-1064) ∞ 1035 Regelindis van Lotharingen (994-1064) | Bernhard II van Saksen (990-1059) ∞ Eilika van Schweinfurt (1005-1059)  | Bernhard II van Saksen (990-1059) ∞ Eilika van Schweinfurt (1005-1059)  |
| Grootouders                       | Koenraad I van Luxemburg (1040-1086) ∞ Clementia van Poitiers (1060-1142) | Koenraad I van Luxemburg (1040-1086) ∞ Clementia van Poitiers (1060-1142) | Koenraad I van Luxemburg (1040-1086) ∞ Clementia van Poitiers (1060-1142)    | Koenraad I van Luxemburg (1040-1086) ∞ Clementia van Poitiers (1060-1142)    | Albert III van Namen (1035-1102) ∞ Ida van Saksen ( -1102)                   | Albert III van Namen (1035-1102) ∞ Ida van Saksen ( -1102)                   | Albert III van Namen (1035-1102) ∞ Ida van Saksen ( -1102)              | Albert III van Namen (1035-1102) ∞ Ida van Saksen ( -1102)              |
| Ouders                            | Ermesinde I van Namen (1080-1143) ∞ 1109 Godfried van Namen (1067-1139)   | Ermesinde I van Namen (1080-1143) ∞ 1109 Godfried van Namen (1067-1139)   | Ermesinde I van Namen (1080-1143) ∞ 1109 Godfried van Namen (1067-1139)      | Ermesinde I van Namen (1080-1143) ∞ 1109 Godfried van Namen (1067-1139)      | Ermesinde I van Namen (1080-1143) ∞ 1109 Godfried van Namen (1067-1139)      | Ermesinde I van Namen (1080-1143) ∞ 1109 Godfried van Namen (1067-1139)      | Ermesinde I van Namen (1080-1143) ∞ 1109 Godfried van Namen (1067-1139) | Ermesinde I van Namen (1080-1143) ∞ 1109 Godfried van Namen (1067-1139) |
| Adelheid van Namen (1130-1169)    |                                                                           |                                                                           |                                                                              |                                                                              |                                                                              |                                                                              |                                                                         |                                                                         |